# Mana Sakura
Mana Sakura (en japonés: 紗倉まな; romanizado: Sakura Mana) (Chiba, 23 de marzo de 1993) es una actriz, AV Idol, gravure model y escritora japonesa. Tras debutar como modelo, transitó a AV Idol, consiguiendo un contrato en exclusiva con el estudio Soft On Demand, con el que grabó más de 140 películas desde su debut. Está considerada una de las AV Idols más populares y reconocidas, ya que logró pasar al entretenimiento convencional con apariciones regulares en televisión, películas y videojuegos. También se convirtió en escritora, publicando varias novelas, ensayos en revistas y columnas publicitarias.

## Biografía
Mana Sakura nació en Chiba, capital de la prefectura homónima. Estudió ingeniería civil en la universidad. Debutó como modelo convencional a los 18 años en el video de huecograbado 18 Years Old Mana Sakura Pretty Moe Factory, publicado en noviembre de 2011. En febrero de 2012, Sakura ingresó a la industria AV con el video AV Debut Mana, publicado por la productora y distribuidora Soft On Demand. En redes sociales como Twitter, muchos usuarios la reconocieron como estudiante de la universidad, y la publicidad posterior resultó en que su video debut ocupara el primer lugar en ventas de DVD para ese mes en el principal distribuidor japonés, DMM Corporation.
En 2013 fue nombrada Mejor actriz revelación en los Adult Broadcasting Awards, ganando en la misma ceremonia el premio FLASH. También en 2013 apareció en la película Goddotan: Kisu gaman senshuken the Movie, una adaptación cinematográfica del popular programa de variedades nocturno japonés Goddotan.
En 2014 dio su voz y figura para desarrollar un personaje jugable en el videojuego Yakuza 0. Fue miembro regular del reparto en la segunda temporada del drama televisivo Ushijima the Loan Shark de Tokyo Broadcasting System, transmitido entre enero y marzo de 2014. En el otoño de 2014, Sakura se enlistó para escribir una columna para Gazoo.com, un portal promocional de Toyota. Un portavoz dijo que la empresa consideraba que sus antecedentes e interés en la conducción "se adecuan a sus necesidades". También apareció en una segunda película convencional en 2014, la película de acción y ciencia ficción Danger Dolls, estrenada en septiembre de 2014.
En 2015 volvió a triunfar en los Adult Broadcasting Awards, esta vez con el premio a la Mejor actriz y un segundo premio FLASH. El 12 de febrero de 2016 publicó su primera novela The Lowlife, una obra fuertemente autobiográfica que describía la vida cotidiana de las actrices de cine para adultos. El libro fue elogiado por la prosa única de Sakura y por su exhibición cruda y honesta de su tema. La novela fue adaptada a una película dirigida por Takahisa Zeze en 2017. También apareció en la película Karate Kill en el mismo año y ganó el "Media Award" en los DMM.R18 Adult Awards de 2016. Sakura también fue miembro de la banda Sexy-J entre 2014 y 2017.
A finales de 2010, su carrera se convirtió en una mezcla diversificada de entretenimiento cinematográfico convencional y para adultos. Aparte de sus lanzamientos mensuales como AV, desarrollados por Soft On Demand, Sakura publicó tres novelas más, se convirtió en columnista habitual en revistas en línea e incluso dio conferencias universitarias sobre medios. Desde octubre de 2017, ha aparecido como comentarista en el programa Abema Prime, de la cadena online AbemaTV, pasando en 2018 a ser presentadora del mismo canal.